# Tom Clancy’s Ghost Recon Phantoms
Tom Clancy's Ghost Recon: Phantoms (ранее на стадии разработки была известна как Tom Clancy's Ghost Recon Online) — тактический шутер от третьего лица с элементами массовой многопользовательской онлайн-игры разработки студии Ubisoft Singapore. Бета-версия для PC распространялась по модели free-to-play. Игра предусматривала выбор одного из трёх классов бойцов: разведчик, штурмовик или специалист. В ней был представлен большой ассортимент высокотехнологичного оборудования и вооружения, продвинутая система развития персонажей. Один из режимов игры — захват и контроль ключевых точек. Оружие в игре поделено на ряды, которые открываются по мере прокачки персонажа. Бои проходят в режиме 8 на 8 игроков.
25 октября 2016 года сервера игры были отключены.

## Классы
Класс персонажа выбирается до матча, в матче менять можно только оружие и способности класса.
- Штурмовик (Assault): класс, для которого предпочтительны штурмовые винтовки и дробовики. Обладает наилучшей в игре броней и наихудшей скоростью. Обучен двум способностям: жар (heat) и разгром (blitz). Жар – направленный микроволновый эффект, применимый к врагам, находящимся в укрытии. От жара враг получает небольшой урон и теряет ориентацию, что вынуждает его менять позицию. Разгром – рывок героя с выставленным вперед ударным щитом.
- Разведчик (Recon): легчайший и быстрейший класс, предоставляющий удаленную поддержку и разведданные. Хорошо владеет снайперскими винтовками и пистолетами-пулеметами. Способности – оракул (oracle) и маскировка (cloak). Оракул – радарная система, обнаруживающая врагов для игрока и союзников. Маскировка – камуфляж, дающий кратковременную невидимость.
- Поддержка (Support) / Специалист (Specialist): класс, лучше всего владеющий автоматами и дробовиками. Предназначен для поддержки штурмовика. Способности – эгида (aegis) и глушение (blackout). Эгида – Щитовая полусфера, защищающая от пуль, игрока и союзников зашедших в нее . Глушение – заряжаемый электромагнитный эффект, временно лишающий врага способностей.

## Режимы
В игру входит три режима, все они основаны на захвате и удержании целей до истечения времени. Раунд можно выиграть либо захватив все цели, либо защищая цели до истечения времени.
- Завоевание (Conquest): на карте расположено 5 точек. Обе команды начинают напротив центральной цели. Раунд завершается либо с истечением таймера (выигрывает команда, удерживающая больше целей), либо когда команда захватит все цели.
- Натиск (Onslaught): режим, состоящий из двух раундов. Каждая команда должна выступить в роли агрессора и защитника. Защищающаяся команда должна удерживать две цели, атакующая – захватывать эти цели. Если атакующая команда захватит обе цели, то откроется третья, захват которой будет означать для атакующей команды победу в раунде.
- Удержание (Holdout): каждая команда должна захватить цель и удержать её до конца таймера. Если атакующая команда захватывает цель, то значение таймера увеличивается, и роли команд меняются. Выигрывает команда, удерживающая цель наибольшее время.

## Отзывы
| Сводный рейтинг       | Сводный рейтинг |
| Агрегатор             | Оценка          |
| --------------------- | --------------- |
| GameRankings          | 66,00 %         |
| Русскоязычные издания |                 |
| Издание               | Оценка          |
| PlayGround.ru         | 6,9/10          |